# Galium moldavicum
Galium moldavicum là một loài thực vật có hoa trong họ Thiến thảo. Loài này được (Dobrocz.) Franco mô tả khoa học đầu tiên năm 1975.